# Seznam norských fotografek

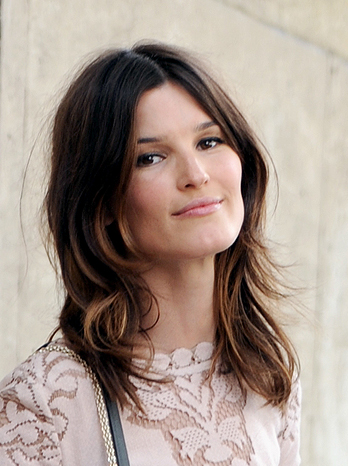
Hanneli Mustaparta (* 1982), norská fotografka, módní bloggerka, bývalá modelka

Toto je seznam norských fotografek, které se v Norsku narodily nebo jejichž díla jsou s touto zemí úzce spojena.

## A
- Marte Aasová (* 1966)
- Astri Aasenová (1875–1935), malířka a fotografka, vytvořila sérii malovaných portrétů účastníků prvního sámského shromáždění v roce 1917
- May-Irene Aasenová (* 1963), vizuální umělkyně a hudebnice
- Louise Abel (1841–1907), německá fotografka, spolu se svým manželem Hansem Abelem otevřela v roce 1864 studio v Oslu
- Signe Marie Andersenová (* 1968), umělecká fotografka, spojována s Galleri Riis a umělecké vzdělání získala na Bergen Academy of Art and Design
- Elsa Garmann Andersenová (1891–1964), amatérská fotografka aktivní v Bergenském fotografickém klubu na konci 20. let 20. století, krajina, portrét, architektura, pouliční fotografie a zátiší
- Dorothea Regine Arentzová (1824–1914), fotografka a učitelka, asi od roku 1860 do roku 1875 vedla fotografický ateliér ve Stavangeru; v letech 1864-1868 spolu s Linou Bahrovou
- Ingrid Margrethe Asp (?)

## B

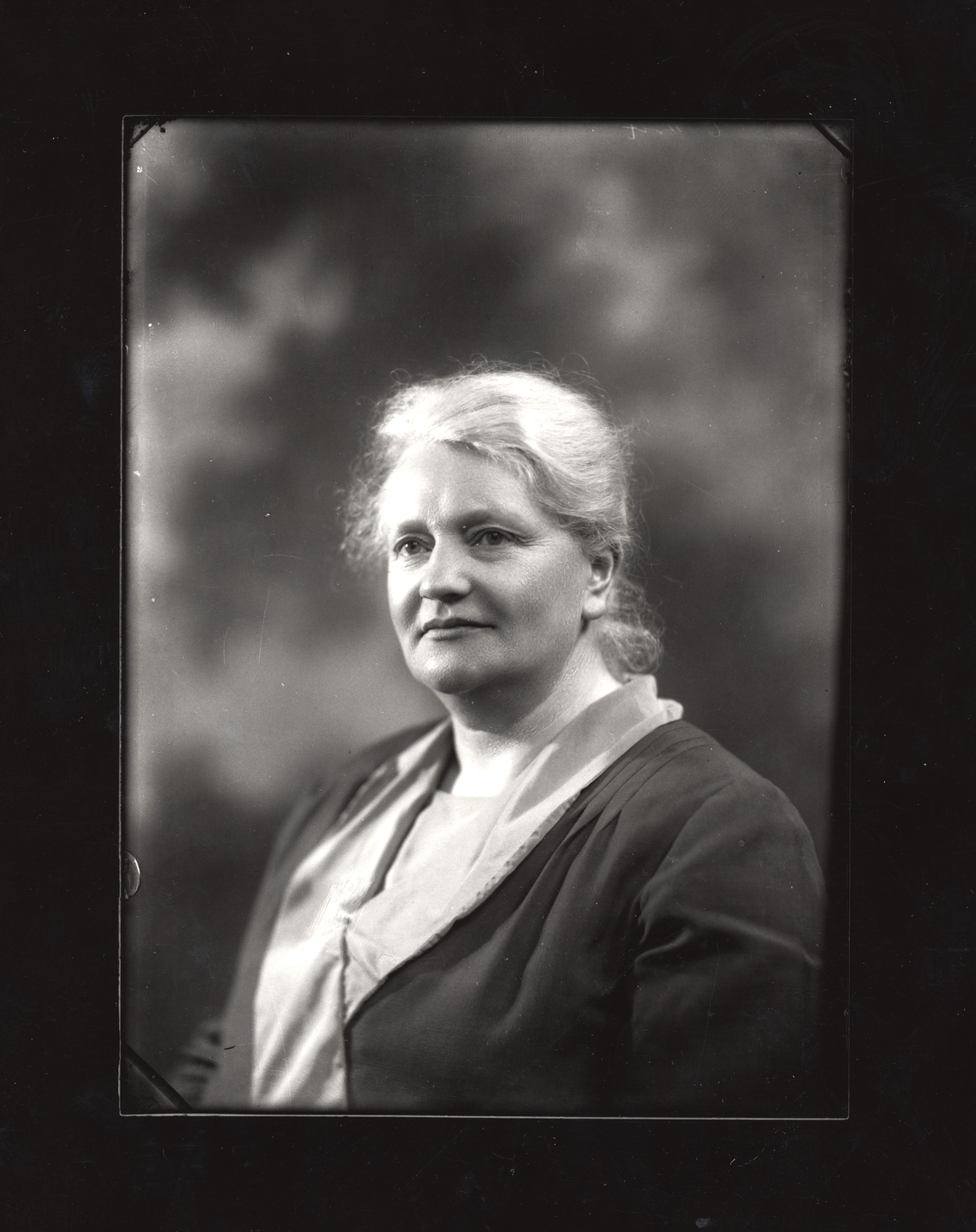
Barbara Baarsen Bostrømová (1875–1943), portrétní fotografka, provozovala ateliéry na několika místech v zemi

- Barbara Baarsen Bostrømová (1875–1943), portrétní fotografka, provozovala ateliéry na několika místech v zemi
- Inger Barthová (1858–1952)[1], provozovala ateliéry v Hamaru a Lillehammeru
- Lina Bahrová (1823–1898), v letech 1864-1868 vedla spolu s Dorotheou Arentzovou fotografickou společnost Arentz & Bahr ve Stavangeru
- Charlotte Barthová (1862–1940), fotografka působící v ateliéru v Lillehammeru od roku 1870 asi do roku 1889
- Hulda Marie Bentzen (1858–1930), profesionální fotografka, založila ateliéry v Bergenu a Vossu
- Bolette Berg (1872–1944), studiová portrétní fotografka
- Else Marie Bergem Hagenová (* 1963), malířka a fotografka
- Kari Berggrav (1911–1996)
- Bodil Katharine Biørn (1871–1960), známá také jako matka Katharine, byla norská misionářka a fotografka
- Viel Bjerkesetová Andersenová (* 1963), umělkyně známá svými venkovními instalacemi a fotografiemi, které se týkají zejména veřejných budov a staveb
- Charlotte Blom (* 1972)
- Karen Bratli (1859–1940), fotografka působící v ateliéru v Mossu
- Inga Brederová (1855–1933), aktivní amatérská fotografka, členka klubu Oslo Kamera Klubb
- Nanna Broch (1879–1971), sociální pracovnice a fotografka
- Agnete Brunová (* 1968), pracovala v magazínu Dagbladet, jedna z nejlepších norských portrétních fotografek, je dcerou fotografa Johana Bruna
- Marie Magdalene Bullová (1827–1907), herečka a fotografka s ateliérem v Bergenu

## C
- Catherine Cameron (* 1962), umělecká fotografka
- Caroline Colditz (1856–1924), fotografka aktivní v Oslu

## D
- Rigmor Dahl Delphin (1908–1993), norská fotografka, v letech 1955-1975 pracovala pro noviny Alle Kvinner.
- A. K. Dolven (* 1953)
- Mariann Dybdahl (aktivní 2018)

## E
- Ann Christine Eek (* 1948), švédská fotografka, která od roku 1979 žije v Norsku
- Louise Engen (1873–1947), norská fotografka, feministka a politička

## F
- Annette Faltinová (* 1959), editorka fotografií na volné noze od roku 1993
- Thale Fastvold (* 1978)
- Harriet Flaatten (1919–2006)
- Lene Marie Fossen (1986–2019), portrétní fotografka, která od deseti let trpěla mentální anorexií. O jejím životě a tvorbě vznikl dokumetární film Autoportrét (2020).
- Marit Følstad (* 1969)
- Mimi Frellsen (1830–1914), průkopnická fotografka v Oslu
- Karoline Frogner (* 1961), filmařka, fotografka, spisovatelka, pedagožka
- Maria Fuglevaag Warsinski (* 1965), filmová režisérka, novinářka a fotografka
- Heidi Furre (* 1986), spisovatelka a fotografka
- Unni Fürst (1915–1977)

## G
- Elisabeth G. Berge (?)

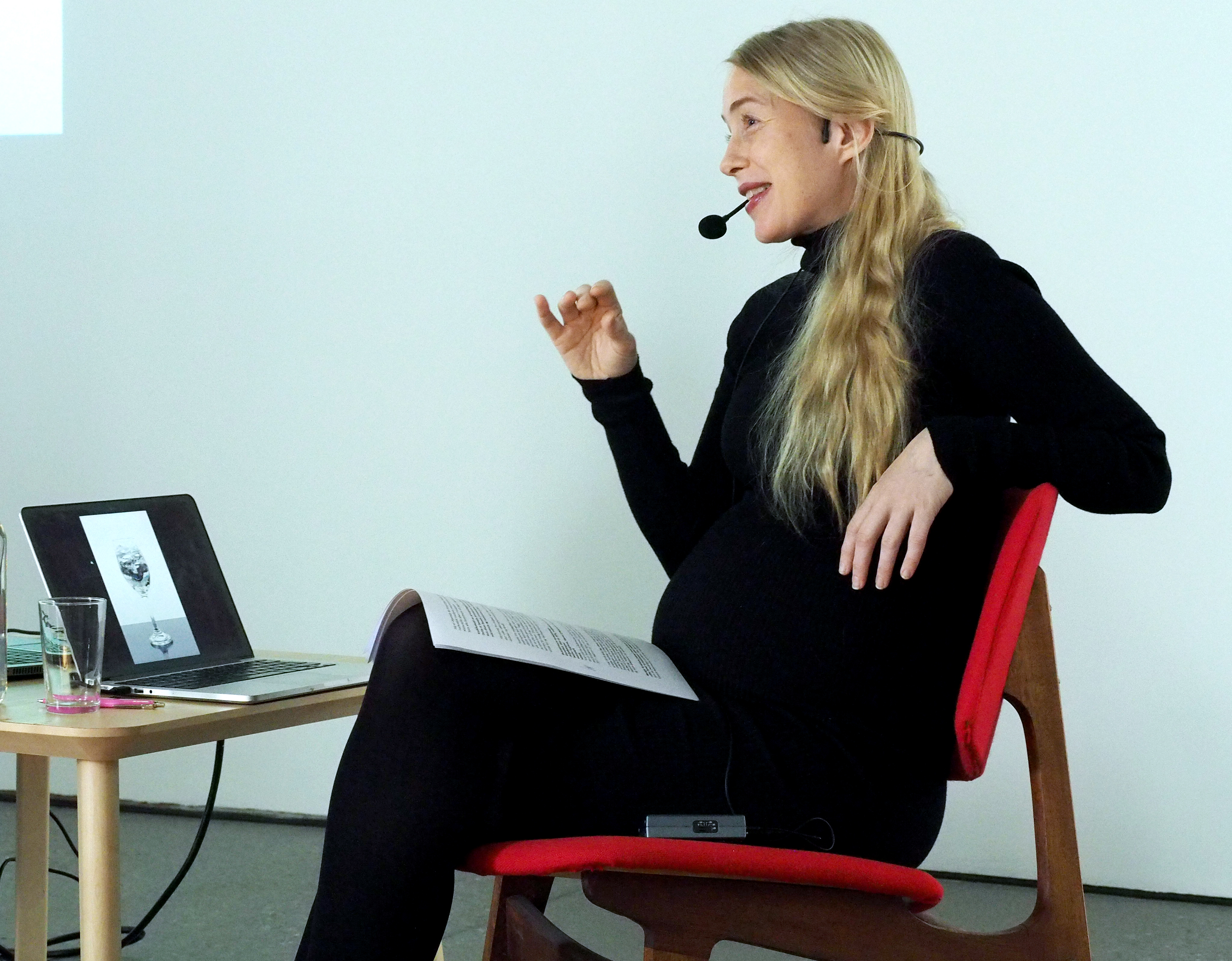
Ane Graffová (* 1974)

- Mette Tønnes Geelmuydenová (1830–1901), učitelka a fotografka, provozovala fotografické studio v Kortpilsmugetu od roku 1863 do roku 1866
- Bente Geving (* 1952)
- Anne Helene Gjelstad (* 1956), fotografka, módní návrhářka
- Andrea Gjestvangová (* 1981), působí v Berlíně a Oslu, je nejznámější svými fotografiemi obětí z Utøya v portrétní sérii „Den v historii“
- Marie Gleditschová (1860–1925), portrétní fotografka, působila v Christianii asi od roku 1895 až do roku 1905
- Ane Graffová (* 1974), výtvarná umělkyně a fotografka, kombinuje řadu výzkumných disciplín, od feministického neomaterialismu po mikrobiologii a chemii, zpochybňuje konvenční a zdánlivě stabilní struktury a klasifikace založené na vědeckých a kulturních postupech
- Kari Aalvik Grimsbø (* 1985) je fotografka a bývalá norská házenkářka, brankářka
- Anna Grostøl (1894–1962), norská učitelka, fotografka a folkloristka, shromažďovala znalosti a dokumenty o starých řemeslech a řemeslných technikách a pracovní postupy z celé země
- Jenny Othilie Grønvold Barth (1867–1953)
- Josephine Grundsethová (1841–1918), portrétní fotografka, provozovala ateliér v Lillehammeru
- Marie Gullordová (vdaná Marie Dahleová, 1868–1952), provozovala fotografické studio v Gjøviku a Elverumu

## H
- Orsolya Haarbergová (* 1977)

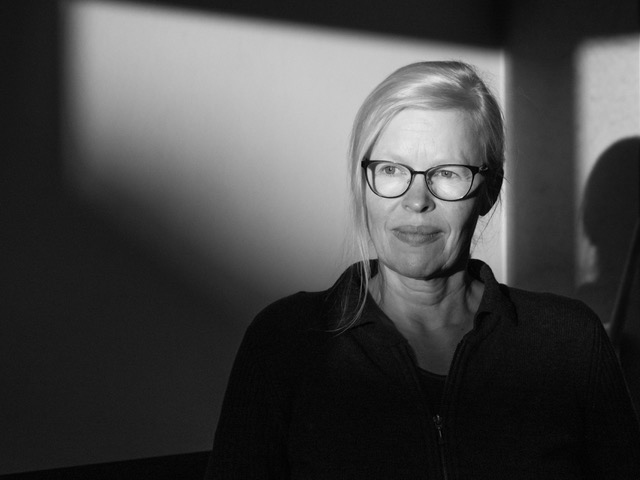
Kristin von Hirschová (* 1961), spisovatelka, učitelka kurzů psaní, vizuální umělkyně, designérka a fotografka z Osla

- Marcelia Hammerová (1860–1928), fotografka působící v Kabelvågu a Narviku
- Emma Hanssenová (1881–1972), provozovala ateliér v Trondheimu
- Elin Hanssonová (* 1985), spisovatelka, novinářka a fotografka
- Sølve Harmová (1911–1991), úřednice, novinářská fotografka v redakci Arbeidernes blad v letech 1963–1981
- Elisabeth Helmerová (1854–1920), profesionální fotografka působící v Grimstadu, studovala u fotografky Louise Abel v Christianii. Helmerová sama měla několik studentů, včetně Gunhildy Larsenové, která se později stala její obchodní partnerkou a nakonec společnost v roce 1912 převzala.
- Emilie Hendriksenová (1877–1954), působila ve Vadsø v období 1905 až 1911, používala slepotisk na přední stranu kartonu na kabinetky
- Kristin von Hirschová (* 1961), spisovatelka, učitelka kurzů psaní, vizuální umělkyně, designérka a fotografka z Osla
- Katja Host (* 1972)
- Marie Høeg (1866–1949), fotografka, sufražetka
- Susanne Hætta (* 1975)
- Henriette Homannová (1819–1892)
- Hanna Horsberg Hansenová (* 1957)
- Tina Signesdottir Hultová (* 1982), portrétní fotografka a držitelka ceny Hasselblad Masters Award

## Ch
- Lill-Ann Chepstow-Lusty (* 1960), norsko-britská fotografka, kurátorka a umělkyně, jedna z průkopnic postmoderní fotografie v 80. letech 20. století

## I
- Helene Ingebergová (1853–1914), portrétní fotografka působící v Kristianii
- Christine Istadová (* 1963), vizuální umělkyně, známá svými multimediálními díly, kde se fotografie a video promítají současně, umění kombinuje také s hudbou a hlasem

## J
- Annelise Jackbo (* 1959), novinářská fotografka (Dagbladet), v roce 1999 stála za projektem Barns øyne (Dětské oči), kde norští školáci dostali 2000 jednorázových fotoaparátů, aby dokumentovali svůj každodenní život před přelomem tisíciletí.
- Emilie Jensenová (1875–?), fotografka působící v Risøru a Kristianii
- Astrid Johannessenová (* 1966)
- Inga Helene Juulová (* 1967), klarinetistka, fotografka, učitelka kulturní školy, novinářka a blogerka

## K
- Inghild Karlsen (* 1952)
- Anne Britt Kilviková (* 1968) novinářka a fotografka, redakce Bergens Tidende, Klassekampen
- Nina Kleivanová (* 1960), norsko-dánská výtvarná umělkyně a fotografka, kombinuje figurativní a abstraktní prvky, od 90. let se věnuje také fotografii a instalacím
- Marie Kleivdal Kristiansen (* 1982)
- Anne Krafft (* 1957), malířka, keramička, fotografka
- Anna Kreetz (* 1840)
- Jenny Kummeneje (1893–1965)
- Grete Andrea Kvaal (* 1944)
- Erle Kyllingmarková (* 1974), norská fotografka, v roce 2009 natočila dokument Život je zatraceně pěkný, který byl o sebevraždě její matky
- Ingunn Kyrkjebø (* 1965)

## L

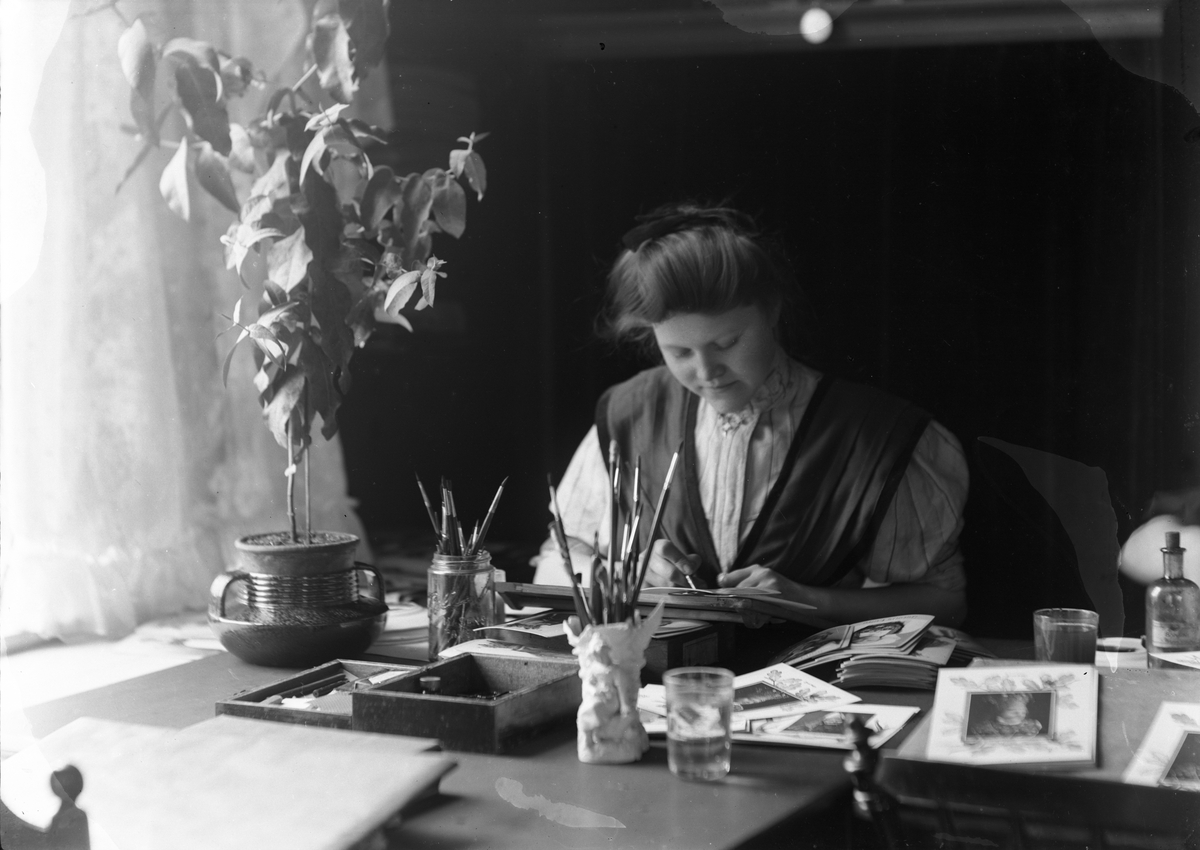
Solveig Lund (1868–1943)

- Esther Langbergová (1893–1974), první profesionální novinářka v Norsku, která se touto profesí živila
- Gunhild Larsenová (1873–?), žákyně Elisabethy Helmerové, v roce 1902 se stala její společnicí a v roce 1912 převzala firmu jako jediná majitelka, vedla společnost až do roku 1916
- Kaja Larsenová (1888–1963), převážně portréty, ale i reportážní fotografie, fotografovala mnoho obyvatel Sámského původu
- Kristin Lodoen Linder (* 1966), fotografka, výtvarnice, tanečnice, choreografka
- Ann Lislegaardová (* 1962), umělkyně působící v Kodani a New Yorku, známá svými 3D filmovými animacemi a zvukově-světelnými instalacemi, na téma sci-fi, gender a koncepty budoucnosti
- Marthine Lund (asi 1817-1870), raná fotografka, studio v Christianii od roku 1865
- Solveig Lund (1868–1943), národní kroje, krajiny a další témata se zvláštním ohledem na cestovní ruch
- Elen Loftesnesová (1905–1979), fotografka portrétů i krajin, provozovala fotografické studio a obchod v Sogndalu v letech 1930–1962
- Ingeborg Motzfeldt Løchen (1875–1946), fotografka a spisovatelka známá svými portrétními fotografiemi, mimo jiné polárníka Fridtjofa Nansena nebo malíře Erika Werenskiolda
- Henny Lie (* 1945), vystudovala soukromou uměleckou školu Parsons School of Design v New Yorku. Také studovala na Škole umění a designu v Bergenu a Vestlandske Kunstakademi.
- Stine Loe Jenssen (* 1970)
- Anna Lundová (1874–1953), úřednice a fotografka, fotografovala ve Valle v Setesdalu

## M
- Ka Man Maková (?), investigativní novinářka a fotografka
- Elisabeth Meyer (1899–1968), fotografka, novinářka
- Gry Molvær Hivju (* 1970), novinářka a fotografka
- Mette Møllerová (* 1956), spisovatelka a ilustrátorka kuchařek a bývalá fotografka pro redakci Dagbladet
- Mimsy Møller (* 1955), novinářská fotografka
- Eline Mugaas (* 1969), umělkyně a fotografka
- Inger Munchová (1868–1952), učitelka a fotografka, sestra Edwarda Muncha
- Hanneli Mustaparta (* 1982), fotografka, módní bloggerka, bývalá modelka
- Martha Myhrslo (1886–1976)

## N
- Linda Næsfeldt (* 1975)
- Thea Nielsenová (1853–1917), provozovala ateliéry ve městech Larvik, Porsgrunn, Drammen a Kristiania
- Anja Niemi (*  1976)
- Magdalene Normanová (1877–1979), fotografovala převážně portréty, ale i krajiny, vedla ateliéry v Andenes, Harstadu, Larviku a v Kjøpsviku
- Jae Nyamburahová (* 1987)
- Agnes Nyblin (1869–1945), profesionální fotografka, vedla studio v Bergenu

## O
- Cecilie Owrenová (?, aktivní od roku 1995), fotografka a filmařka z Lillehammeru

## P
- Jette Calløe Petersen (* 1960)
- Karin Pihlová (1918–1993)

## R
- Ruth Raabe (?)

Ellen Reissová (* 1979), literární vědkyně, spisovatelka, redaktorka a fotografka

- Ingeborg Helene Ranumová (1910–1991) nebo Ingeborg Ranumová
- Anne-Lise Reinsfeltová (* 1949), v letech 1981 až 2013 byla zaměstnána v Norském lidovém muzeu
- Hanna Resvoll-Holmsen (1873–1943), norská botanička – průkopnice v oboru norské přírodní historie, vzdělání a ochrany přírody, byla také aktivní fotografka
- Una Line Ree Hunderi (* 1971), největší pozornost získal cyklus „Sun City“ se snímky městských prostor
- Ellen Reissová (* 1979), literární vědkyně, spisovatelka, redaktorka a fotografka
- Inga Frøseth Rossingová (* 1987)
- Bjørn Birna Rørslettová (* 1946)
- Marie Magdalena Rustad (1859–1943), úřednice na norském dvoru, sloužila jako paní „hoffmeisterová“ pro královnu Maud z Walesu, působila také jako fotografka

## S
- Kinni Sandahlová (1876–1958), herečka a fotografka
- Sølvi dos Santosová (* 1943), módní fotografka
- Johanna Ullricka Bergstrøm Skagenová (1839–1882), norská profesionální fotografka švédského původu, portréty v ateliéru
- Inger Schulstadová (1920–2010), fotografka a chirurg
- Herdis Maria Siegert (1955–2012), norská fotografka
- Hege Siri (* 1973), spisovatelka a fotografka
- Helle Storviková (* 1963)
- Sara Skorgan Teigenová (* 1984)
- Christina Skreibergová (* 1981), novinářka, spisovatelka a fotografka. V roce 2016 získala ocenění Årets Frilanser za dokumentární projekt Hei nabo!
- Tina Signesdottir Hultová (* 1982), portrétní fotografka
- Augusta Solberg (1856–1922), profesionální fotografka, studio v Bergenu
- Charlotte Spetalenová (* 1973), umělecká fotografka, portréty pod vodou
- Brigitte Bo Stolpmannová (* 1954)
- Nina Strandová (* 1973)
- Nanna Paus Wesselová (Nanna Wessel Sundt, * 1976)
- Hulda Szaciński (1845–1922), po smrti Ludwika Szacińského v roce 1894 převzala společnost v Christianii a vedla ji do roku 1916, kdy ji prodala Selmeru Norlandovi

## T
- Vibeke Tandberg (* 1967), umělkyně a fotografka, zásadně formuje současnu norskou fotografickou scénu, v devadesátých letech norské fotografii dominovala v čele autorčina digitálně manipulovaná fotografie
- Ragnhild Væring Teigen (1877–1966)
- Alvilde Torp (1863–1939) fotografka, jako první působící v Lillehammeru
- Mette Tronvoll (1965), norská fotografka žijící v Oslu

## V
- Ragna Vorkinnslienová (* 1990), politička, fotografka a konzultantka v oblasti komunikace

## W

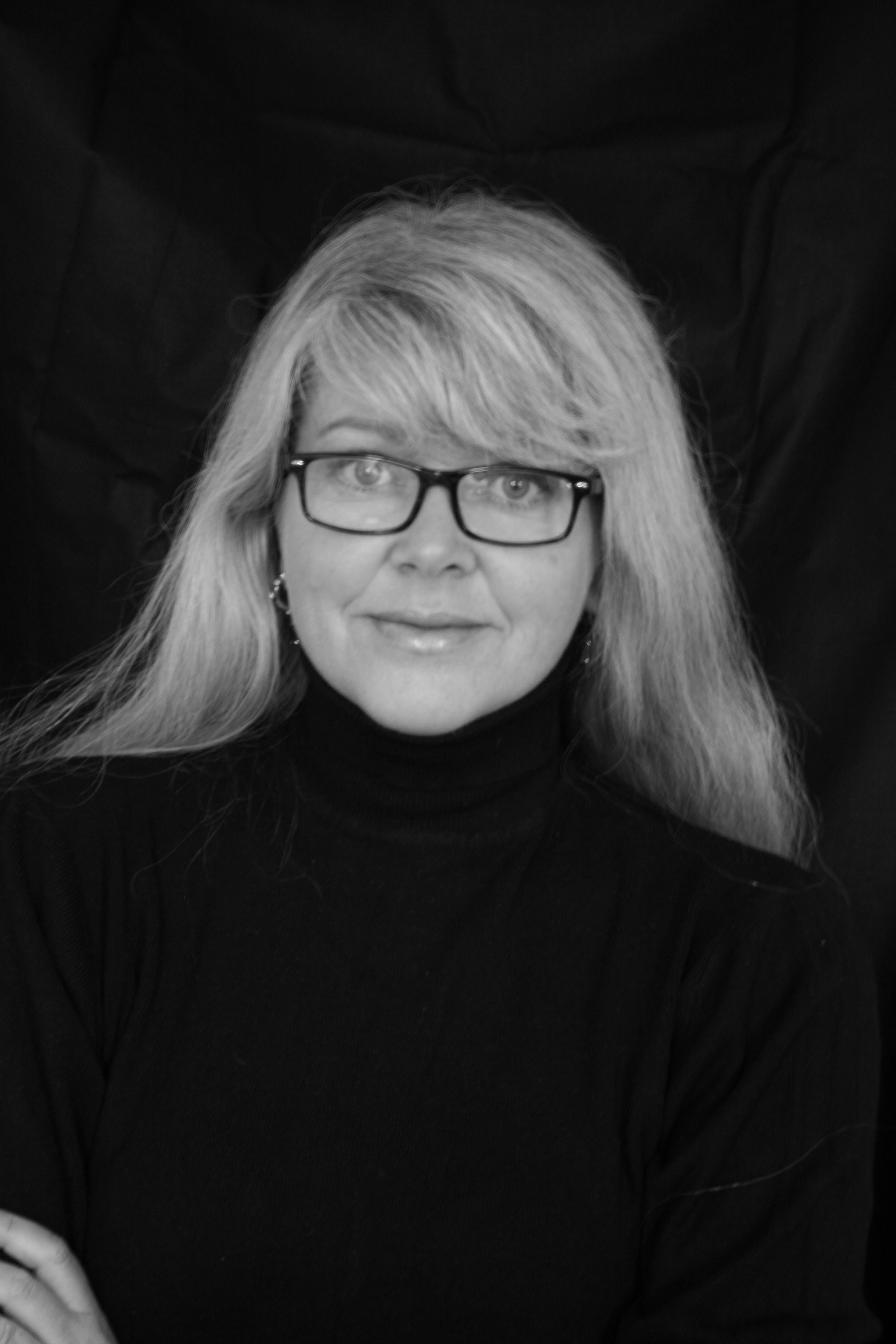
Siri Wollandová (* 1962)

- Cathrine Wesselová (* 1962), působí v New York City, přispívá do magazínů jako jsou například Elle, Women's Health, Glamour a Condé Nast Traveler
- Ellisif Wesselová (1866–1949), norská spisovatelka, fotografka, odborářka a politička za Labouristickou stranu
- Merethe Wessel-Bergová (* 1973), umělecká fotografka
- Siri Wollandová (* 1962), fotografka se zkušenostmi v norské a mezinárodní fotografii, filmu a televizi